# 神田聖馬
神田 聖馬（かんだ せいま、1984年9月21日 - ）は、日本の元男子バレーボール選手。

## 来歴
兵庫県明石市出身。上宮太子高校時代には全日本高校選抜、日本体育大学時代には全日本B代表に選出されている。
2007年大学を卒業後、大分三好ヴァイセアドラーに入団。2008年チャレンジ!おおいた国体ではエースとして成年男子6人制初優勝に貢献した。
2010年7月、JTサンダーズへ移籍。同年度のV・サマーリーグ優勝に貢献、自身もMVPに選ばれた。2014年に引退し、JTでの社業に専念する。

## 所属チーム
- 上宮太子高校
- 日本体育大学
- 大分三好ヴァイセアドラー（2007-2010年）
- JTサンダーズ（2010-2014年）